# Draasy
Draasy (liczba pojedyncza: draa) – bardzo dużej wielkości wały zbudowane z piasku, występujące na niektórych pustyniach. Długość dochodzi do 600 km, szerokość ok. 3 km i wysokość do 450 m. Draa powstaje setki tysięcy lat i cechuje się bardzo powolnym przemieszczaniem. Według niektórych źródeł (Jaroszewski et al., 1985) jest to rodzaj wydmy, według innych (Gradziński et al., 1986) jest to oddzielna forma akumulacji piasku, większa od wydmy. Do powstania draasów wymagana jest gruba pokrywa piasku, dlatego draasy tworzą się tylko na niektórych pustyniach (Sahara, pustynie Półwyspu Arabskiego), a brak ich na innych, np. pustyniach Australii. Nazwa pochodzi z języka arabskiego.  